# Pentachlorure d'uranium
Le pentachlorure d'uranium, ou chlorure d'uranium(V), est un composé chimique de formule UCl5. Il peut être obtenu par réaction du trioxyde d'uranium UO3 avec le tétrachlorométhane CCl4 :
4 UO3 + 10 CCl4 → 4 UCl5 + 10 COCl2 + O2.
Il peut également être obtenu par réaction du chlore Cl2 sur du tétrachlorure d'uranium UCl4 en lit fluidisé à 500 °C.